# Clarence Bicknell
Clarence Bicknell (Herne Hill, 27 de octubre de 1842-Tende, 17 de julio de 1918) fue un matemático, botánico-pteridólogo aficionado, pintor, arqueólogo, coleccionista de arte, esperantista y filántropo británico. Era el hijo menor del acaudalado empresario y coleccionista de arte Elhanan Bicknell. Estudió en la Universidad de Cambridge, se convirtió en pastor anglicano y, al igual que muchos adinerados jóvenes de esa época, viajó por el Grand Tour de Europa y del Imperio.
Mientras empleado como vicario anglicano en Bordighera, Italia, Bicknell se hizo conocido por sus identificaciones de plantas y de petroglifos de la ribera mediterránea, y, fascinado por la historia natural, pintó más de 300 acuarelas registrando la flora de Liguria.
Fue inicialmente un interesado por la lengua artificial volapük, mas luego fue partidario del esperanto, y tradujo y escribió poemas en esa lengua.

## Obra
Sus mejores escritos incluyen:
- 1885. Flowering Plants of the Riviera and Neighboring Mountains[3] reeditó Kessinger Publ. 346 pp. 2010 ISBN 1-167-00310-1
- 1913. Guide to the Prehistoric Rock Engravings of the Italian Maritime Alps[4]
- 1971. Guida delle incisioni rupestri preistoriche nelle Alpi Marittime italiane. Ed. Istituto Internazionale di Studi Liguri, 138 pp.
- 1915. Ŝakludo: unuakta drama legendo versigita. Con Giuseppe Giacosa. Ed. Tipografia Giuseppe Bessone, 53 pp.
- 1911. The prehistoric rock engravings in the Italian Maritime Alps. 2ª ed. de P. Gibelli, 76 pp.
- 1906. Gvinevero: kaj aliaj poemoj. Con Alfred Tennyson. Ed. Gibbels
- 1896. Flora of Bordighera and San Remo. Ed. Gibelli, 345 pp.

## Honores
Su extensa colección de especímenes e ilustraciones se archivaron en el Museo Biblioteca Clarence Bicknell de Bordighera y también en la Universidad de Génova.

## Eponimia
Especies, unos 50
- (Asteraceae) Rhaponticum bicknellii (Briq.) Banfi, Galasso & Soldano[5]
- (Dryopteridaceae) Aspidium bicknellii Christ in Burnat[6]
- (Orchidaceae) × Anteriopaludorchis bicknellii (E.G.Camus) P.Delforge[7]

Subespecies, unas 11
- (Asteraceae) Leuzea rhapontica (L.) Holub subsp. bicknellii (Briq.) Holub[8]
- (Geraniaceae) Geranium nemorale Suksd. var. bicknellii (Britton) Fernald[9]
- (Orchidaceae) Anacamptis × parvifolia (Chaub.) H.Kretzschmar, Eccarius & H.Dietr. nothosubsp. bicknellii (E.G.Camus) H.Kretzschmar, Eccarius & H.Dietr.[10]